# Ricania morula
Ricania morula är en insektsart som beskrevs av Melichar 1898. Ricania morula ingår i släktet Ricania och familjen Ricaniidae. Inga underarter finns listade i Catalogue of Life.